# 長野博
長野博（日语：／ Nagano Hiroshi，1972年10月9日—），生於神奈川縣，日本男藝人，隸屬於傑尼斯事務所。其妻為白石美帆。1995年與本昌行、井之原快彥、森田剛、三宅健以及岡田一，組成團體「V6」，發行單曲「MUSIC FOR THE PEOPLE」正式出道。

## 經歷
- 1986年，14歲時加入日本著名的演藝事務所「傑尼斯事務所」，曾於1990年退出事務所，兩年後自專門學校畢業時，又被召回公司繼續演藝事業。

- 1988年，參與演出『3年B組金八先生 第3季』，為首次演出電視劇。

- 1995年與、井之原快彥、森田剛、三宅健及岡田准一組成團體「V6」，11月1日發行單曲「MUSIC FOR THE PEOPLE」正式出道。

- 除了 V6 或 20th Century 的活動外，長野也會以個人身份參與其他演藝活動，例如連續劇、動畫配音、舞台劇以及音樂劇等等。

- 1996年，演出《HANDSOME MAN』主角・佐伯托維奧，為電視劇首次擔任主演。

- 1996年開始，擔任日本圓谷製作的特攝電視劇《超人力霸王迪卡》主角・圓大梧。傑尼斯事務所首次有旗下藝人主演特攝變身英雄。由於《超人力霸王系列》是廣受日本觀眾歡迎的特攝作品，他也因此成為兒童心目中的英雄之一。而他個人最喜歡的該系列作品則為1972年的《超人力霸王衛司》。

- 2000年，再次以圓大梧一角，主演電影《超人力霸王迪卡：最終聖戰》。為首次擔任電影主演。

- 2003年，參與舞台劇『Fortinbras』，首次單獨擔任主演。

- 2006年，演出電視劇『2nd HOUSE』主角・三澤耕一。

- 2008年，睽違8年，再次以圓大梧之角色演出超人力霸王電影《大決戰!超人八兄弟》。

### 個人生活
- 2016年11月29日，透過FAN CLUB發表與女演員白石美帆結婚[3]。

- 2018年5月，與白石美帆之間的長子出生。2019年11月，第二位孩子長女出生。

## 人物
- 1972年10月9日出生於神奈川縣大和市，是家中老么。家中經營自行車店。姊姊是傑尼斯事務所曾所屬團體苦柿隊的粉絲。

- 曾於1998年舉行的傑尼斯大運動會獲得MVP。在2003年舉行的傑尼斯體育日粉絲感謝祭，其中的體能測試環節裡，其優秀成績與TOKIO松岡昌宏並列。

- Jr.時期，稱呼井之原快彥「小不點」，把他當作弟弟一樣照顧。

- 長野相當熱愛美食和汽車，是V6中的美食專家。擁有大型二輪免許（類似於重型機車駕照）。2002年、獲得「BIKE FRIENDLY大獎」。並獲邀擔任動力運動新聞節目『MOBI』主持人。美食方面，擁有調理師以及營養師證照，並且擔任過美食比賽審查員。由於多次出現於美食相關活動，本人曾說過一年會去大概1000家料理店，吃烤肉時會依照肉的部位決定餐廳，因而被稱呼「食の変態」。現在在兩個美食相關綜藝節目擔任常規嘉賓，也在新聞節目擔任星期三主持，並於料理環節親自烹煮美食。

- 比光GENJI最年少成員佐藤敦啓還早進入事務所。雖然佐藤敦啓比他還早出道。

## 音樂作品
※ 有關V6身分之活動內容與作品，請參考「V6 (偶像團體)#音樂作品」項目。

### 20th Century（Tonisen）
V6 這個團體又可分為兩個子團體，會各自以子團體的名義，發行單曲、專輯或舉辦巡迴演唱會，而由本昌行、長野博與井之原快彥三人組成的子團體名為「20th Century」，通常暱稱為「Tonisen」（トニセン，或是 TC）。直至 2021 年，Tonisen 已發行兩張專輯、三張單曲，一張精選集，以及一張演唱會DVD（詳列於下）。此外，TC目前在關西也固定有廣播節目「V6 Next Generation」。

#### 專輯
- 1997年 ROAD（AVCD-11588）
- 1998年 !-attention-（AVCD-11670）
- 2004年 Replay-Best of 20th Century-（AVCD-17420，精選集）

#### 單曲
- 1999年 WISHES -I'll be there-（AVCD-30065）
- 2000年 Precious Love（AVCD-30161）
- 2008年 非我不可，非你莫屬（オレじゃなきゃ、キミじゃなきゃ、AVCD-31422）

#### 演唱會DVD
- 2008年 20th Century Live Tour 2008 オレじゃなきゃ、キミじゃなきゃ 非我不可，非你莫屬 （AVBD-91700〜1/B〜C）
- 2009年 20th Century LIVE TOUR 2009 HONEY HONEY HONEY/We are Coming Century Boys LIVE Tour 2009 （AVBD-91742）

### Solo曲
- DAY〜今日から〜 - 收錄於TC專輯『ROAD』（1997年）
- Lookin' The World - 收錄於V6專輯『SUPER HEROES』（1998年）
- Stanger than Paradise - 收錄於TC專輯『!-attention-』（1998年）
- My life - 收錄於V6專輯『Voyager』〈初回盤B〉（2007年）
- 桜色桜風 - 收錄於V6專輯『READY?』〈初回盤B〉（2010年）

### 參與歌曲
- TU→YU （東洋水產CM裡組成之團體）
  - 「そばにいるよ」（作詞：zopp、作曲、編曲：中島靖雄）
  - ダンスレッスン編「ホワイトパワー〜白い力もち〜」（只在CM裡）
  - 夏キャンCM編「Tシャツとビーチサンダル」（只在CM裡）

## 重要演出
註：粗體字為主演

### 综艺节目
- 料理的怪人 （料理の怪人） 東京電視台系（2010年 - 2011年）
- 水野真纪的魔法餐厅 （水野真紀の魔法のレストラン） MBS（2012年 - 至今）
- 晴天农场 （ ） NHK BS Premium（2013年 - 2023年）
- 四时五时Days （よじごじDays） 東京電視台系（2017年 - 至今）
- 長野博的究極美食（長野博の極めしモノ） Hikari TV/ 東京電視台系（2021年11月11日 - 2023年3月23日）[4]
  - 長野博的究極美食2（長野博の極めしモノ ～SEASON 2～） Lemino（2023年4月20日 - 2024年3月28日）
- 早上了。7（アサデス。7） 九州朝日放送（2022年4月5日 - 2024年6月25日）- 星期二「長野博的食之力」環節（長野博の食のチカラ）

### 舞台劇
- 1995年 女の言い分
- 1995年 PLAYZONE10Yrs「KING&JOKER」（TC 三人共演）
- 1996年 魔女宅急便（與坂本昌行共演）
- 1997年 花影子的花（花影の花)
- 2000年 TOKYO SUNDANCE～我們的20世紀～（東京サンダンス～俺たちの20世紀～，TC 三人共演）
- 2001年 TOKYO SUNDANCE-21世紀的訊息（TOKYO SUNDANCE-21世紀への伝言，TC 三人共演）
- 2002年 豬排搖滾（とんかつロック-花川助六物語，TC 三人共演）
- 2003年 Fortinbras
- 2004年 SAY YOU KIDS（TC 三人共演）
- 2004年 DEATHTRAP
- 2008年 平底鍋與手槍（フライパンと拳銃)
- 2010年 蘋果（りんご）
- 2017年 TWENTIETH TRIANGLE TOUR 戸惑いの惑星（TC 三人共演）
- 2019年 伊麗莎白女王 -閃耀的王冠与秘密之爱 （クイーン・エリザベス -輝ける王冠と秘められし愛-）
- 2019年 TWENTIETH TRIANGLE TOUR vol2 カノトイハナサガモノラ

### 音樂劇
- 1989年 PLAYZONE'89「Again」
- 1992年 「MASK」（TC 三人共演）
- 1992年 PLAYZONE'92「さらばDiary」（TC 三人共演）
- 1993年 「魔女の宅急便」
- 1994年 PLAYZONE'94「MOON」（與坂本昌行共演）
- 1995年 「二人でお茶を」
- 1996年 PLAYZONE'96「RHYTHM」（TC 三人共演）
- 1997年 PLAYZONE'97「RHYTHMⅡ」（TC 三人共演）
- 1998年 PLAYZONE'98「5Night's」（TC 三人共演）
- 1999年 PLAYZONE'99「Goodbye & Hello」（TC 三人共演）
- 2000年 PLAYZONE'00「THEME PARK」（TC 三人共演）
- 2005年 The Producers（與井之原快彥共演）
- 2007年 The Producers（再與井之原快彥共演）
- 2013年 Forever Plaid
- 2016年 Forever Plaid（再演）
- 2022年 Forever Plaid（再演）
- 2022年 Bye Bye Birdie
- 2025年 飛天萬能車

### 電視
- 《3年B組金八先生》（1988年） - 成瀬浩二
- 《新・赤かぶ検事奮戦記》（1994年） - 柊正男
- 《Vの炎》（1995年） - V6主演・長野博
- 《ハンサムマン》（HANDSOME MAN、1995年）- 佐伯托維奧
- 超人力霸王系列
  - 《超人力霸王迪卡》（1996年） - 圓大梧/超人力霸王迪卡 
  - 《超人力霸王帝納》（1997年） - 圓大梧（客串、特別出演）
- 《PU-PU-PU-》 （打工疯神榜、1998年）- 客串
- 《天国に一番近い男》（离天国最近的男人、1999年）- 宗教勧誘員
- 《前程錦繡》（1999年） - 街頭音樂家
- 《I LOVE『big』大作戦》（2000年）
- 《ジプシー》（Gypsy、2001年） - 便利商店店員
- 《室温〜夜の音楽〜》（2002年） - 間宮衛矛
- 《錦★鯉》 （2002年）- 水野孝行
- 《きみはペット》（寵物情人、2003年）- 吉田勇治（客串）
- 《ナースマンがゆく》（秀逗男護士2、2004年）- 若槻哲郎（客串）
- 《グリフトの手口》（2004年） - 寺町
- 《あたらしい生き物》（2005年） - 小野崇
- 《2ndハウス》（2ND HOUSE、2006年） - 三澤耕一
- 《警視廳搜查一課9係》（2006年） - 真鍋明久（客串）
- 《勉強していたい!》 （想學習一下！、2007年）- 橋口順平
- 《暴走兄妹》（2008年）- 嶋田賢一 （客串）
- 《彼らを見ればわかること》 （看到他们就会明白、2020年）- 鴨居葉介
- 《派遣女王》第二季（2020年）- 隅田厚
- 《OCTO～感情搜查官 心野朱梨～》第二季（2024年）- 堀之内修（客串）

### 電影
- 《足球風雲》（1994年） -  斉木誠
- 《廁所裡的花子》（1998年） -  矢部先生 （友情出演）
- 《失落的帝國》（2001年）-  配音：邁羅·詹姆士·戴奇
- 《V6向前衝》（2003年）HARD LUCK HERO，（V6全體共演）
- 《雷鳥神機隊》（2004年）（Thunderbird，V6全體參與配音）
- 《HOLD UP DOWN》（2005年）（V6 全體共演）
- 超人力霸王系列
  - 《超人力霸王迪卡：最終聖戰》（2000年）-  圓大梧
  - 《大決戰!超人八兄弟》（2008年）-  圓大梧

### 書籍

#### 料理書籍
- クル日もグルメ（2008年6月2日、角川書店）ISBN 978-4048942072
- 全部三ツ星! V6長野博の食べ歩きガイド 美味博愛 (BIMI HAKUAI)（2013年2月26日、東京新聞通信社）ISBN 978-4863362901
- 長野博のなっとくめし（2014年5月29日、MAGAZINE HOUSE）ISBN 978-4838726752

#### 寫真集
- 長野博 with 超人力霸王迪卡（2008年9月5日、DIAMOND社） - 攝影：安達尊 ISBN 978-4478005576

#### 超人力霸王迪卡相關書籍
- B-CLUB (模型雜誌) vol.141（1997年8月15日、萬代）ISBN 4-89189-584-5
- TV MAGAZINE 特別編集 超人力霸王迪卡（1998年1月18日、講談社）ISBN 4-06-1784-20-X
- Televi-Kun DELUXE 愛藏版　大決戦! 大決戰!超人八兄弟 超全集（2008年9月1日、小學館）ISBN 978-4091051202
- TV MAGAZINE 特別編集SPECIAL 超人力霸王迪卡（2008年9月13日、講談社）ISBN 978-4061791640
- TV MAGAZINE 特別編集 大決戰! 大決戰!超人八兄弟（2009年3月28日、講談社）ISBN 978-4061784345
- 超人力霸王 特撮PERFECT MOOK vol.03 超人力霸王迪卡（2020年8月6日、講談社）ISBN 978-4065199732